# Мария Юлих-Бергская
Мария Юлих-Бергская (нем. Maria von Jülich; 3 августа 1491, Юлих — 29 августа 1543) — принцесса Юлих-Бергская, в замужестве герцогиня Клевская. Родилась в семье герцога Юлих-Бергского Вильгельма IV и его жены Сибиллы Бранденбургской.

## Биография
Мария была потомком таких немецких принцесс как Сибилла Бранденбургская, София Саксонская и Аделаида Текская. Линия предков Марии, возможно, не была особенно впечатляющей для англичан в XVI веке, но включала в себя популярную королеву Филиппу Геннегау, супругу Эдуарда III, которая, согласно известной легенде, проявила себя очень милостивой правительницей.
Марию не вдохновляли идеи эпохи Возрождения об образованных женщинах, хотя бы принцессах. Герцогиня Мария была яростной католичкой и не поддерживала либеральных реформ своего отца, а затем мужа. Мария воспитывала дочерей в строгости. Не исключено, что король Генрих VIII, муж её дочери Анны, среди многих других причин не любил свою четвертую жену в том числе потому, что качество её образования не соответствовало высокой образованности английских дворянок того времени. Анна не владела на должном уровне многими навыками и умениями, необходимыми для жены монарха. В музыке, литературе, настольных играх она была дилетантом. Анна Клевская была плохо подготовлена для жизни в богатом и разностороннем мире за стенами дома её матери.
Герцогиня была против брака Анны с английским королём.
Став после смерти отца в 1511 году наследницей Юлиха, Берга и Равенсбурга, она присоединила родовые земли к владениям мужа, Иоганна III, герцога Клевского), с которым сочеталась браком в 1509 году. В 1521 году Иоганн III унаследовал герцогство Клевское и графство Марк стал правителем объединённого герцогства Юлих-Клеве-Берг, которое просуществовало до 1666 года.
В браке с Иоганном III у Марии было четверо детей:
- Сибилла (1512—1554), супруга курфюрста саксонского Иоганна Фридриха Великодушного;
- Анна (1515—1557), четвёртая жена короля Англии Генриха VIII;
- Вильгельм (1516—1592), герцог Юлих-Клеве-Бергский, в браке с Марией Австрийской;
- Амалия (1517—1586), умерла незамужней.